# Hybanthus
Hybanthus é um género botânico pertencente à família Violaceae..

## Espécies
- Hybanthus attenuatus
- Hybanthus aurantiacus (Benth.) F.Muell
- Hybanthus calycinus (DC.) F.Muell
- Hybanthus concolor
- Hybanthus cymulosus C.A.Gardner
- Hybanthus debilissimus F.Muell
- Hybanthus enneaspermus (L.) F.Muell
- Hybanthus floribundus (Lindl.) F.Muell
- Hybanthus linearifolius
- Hybanthus monopetalus (Schult.) Domin
- Hybanthus stellarioides (Domin) P.I.Forst
- Hybanthus vernonii (F.Muell.) F.Muell
- Hybanthus verticillatus
- Hybanthus volubilis E.M.Benn